# 凱風快晴
「凱風快晴」（がいふうかいせい）は、葛飾北斎の名所浮世絵揃物『富嶽三十六景』全46図中の1図で、「赤富士」（あかふじ）とも呼ばれる。大判錦絵。「神奈川沖浪裏」「山下白雨」と合わせて三大役物と呼ばれる。

## 概要

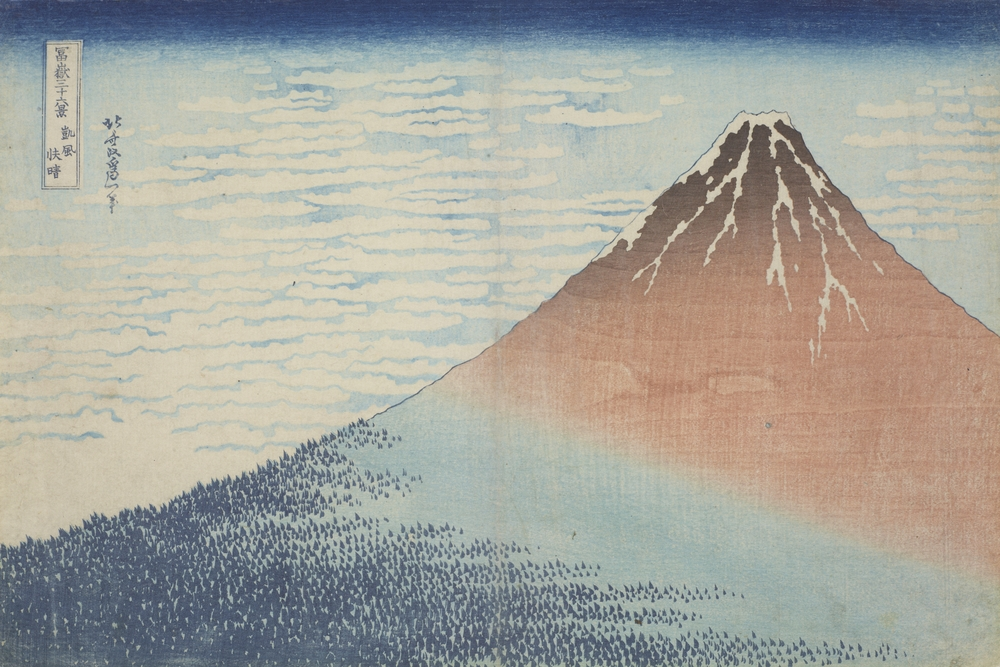

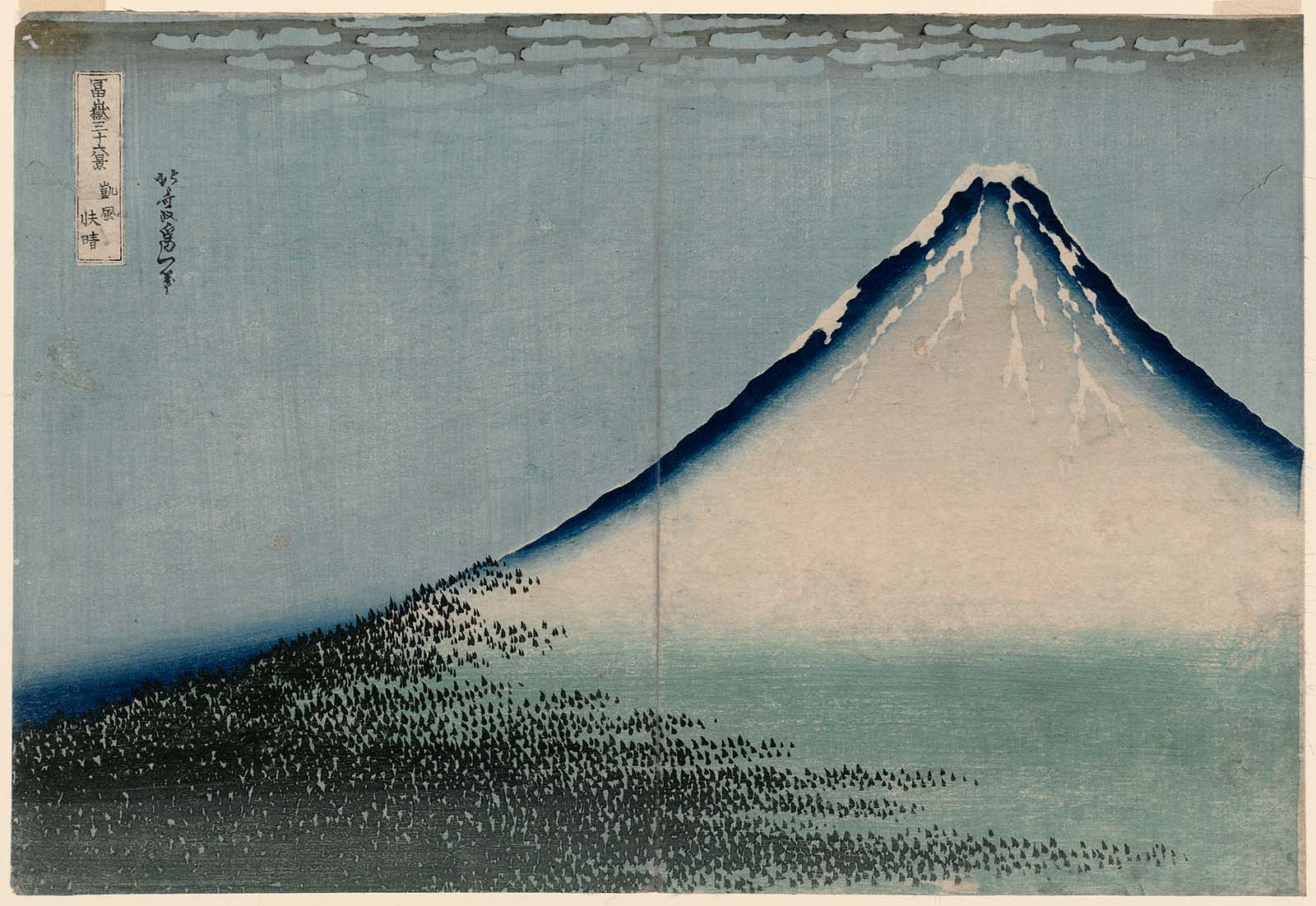

「山下白雨」とともに、富士を大きく正面から描いた作品で、画面下には樹海、空にはいわし雲が描かれ、富士の山頂には雪渓が残る。
「凱風」とは『詩経』や『和漢朗詠集』に由来し、夏に吹く柔らかな南風を意味する。本図以前に、野呂介石筆「紅玉芙蓉峰図」（和歌山脇村奨学会蔵）などの赤富士先行例があり、北斎に影響を与えた可能性が指摘されている。
題名や描写に、朝を示す情報は無い。朝日で赤くなっているのなら、雪も赤く摺られるはずである。富士山の茶色い山肌を、快晴の空の下で明るく照らされているのを強調するために赤くし、「赤富士」という現象が知られるにつれて、「赤富士」という名称が浸透したという意見もある。
本図が甲斐国側か駿河国側か、どちらから描いたかは、結論付けられていない。
なお、『三十六景』に先行する文化13年（1816年）に刊行した『北斎漫画五編』に、無題ではあるが、富士を主題とした作品を載せている。